# Derecho de autor en Ecuador
La protección de la propiedad intelectual otorga al autor, creador o inventor, el derecho de ser reconocidos como titulares de la obra o creación, y por lo tanto, son los únicos que pueden explotar o permitir la explotación de su obra o creación. De igual forma, el titular de dichos derechos está facultado para ejercer todas las acciones que se requieran para impedir que terceros exploten su obra o creación sin su autorización.
Dentro de estas acciones, en la legislación ecuatoriana están contempladas las siguientes:
•	Medidas cautelares o provisionales:
Mediante la realización de una inspección, se pueden señalar y resguardar las pruebas relacionadas con la infracción, para evitar que la mercancía reproducida sin autorización, ingrese en circuitos comerciales, ya que los delitos contra la propiedad intelectual son pesquisables de oficio.
•	Recursos Civiles:
Buscan compensar al titular de los derechos de autor por los perjuicios económicos producidos por la infracción, a través de un resarcimiento económico por daños y perjuicios. La competencia la tienen los Tribunales de lo Contencioso Administrativo y el trámite a seguirse es el verbal sumario.
•	Sanciones Penales:
A través de imposición de multas sustanciales e inclusive, según los ADPIC (Acuerdo sobre los aspectos de los Derechos de Propiedad Intelectual relacionados con el Comercio), penas de prisión acordes con el nivel de sanción que se aplicaría a crímenes similares en el ámbito penal, como por ejemplo la estafa, la falsificación, etc., así como lo estipula el Art. 324 de la Ley de Propiedad Intelectual del Ecuador.
•	Medidas de Frontera:
Son normas multilaterales que obligan a los países a controlar de forma estricta la observancia de los derechos de propiedad intelectual. Un ejemplo de ellas, es verificar en los puntos de frontera, si las mercancías que ingresan al territorio de un País Miembro, no infringen derechos de propiedad intelectual de terceros legítimos.
A pesar de que las acciones pueden ejercerse en la vía contencioso-administrativa, de la misma manera se pueden iniciar en la vía judicial, ante el juez de lo civil de la jurisdicción y conforme al Código de Procedimiento Civil.
Según el Art. 289 de la Ley de Propiedad Intelectual del Ecuador, se podrá demandar:
a) La cesación de los actos violatorios; 
b) El comiso definitivo de los productos u otros objetos resultantes de la infracción, el retiro definitivo de los canales comerciales de las mercancías que constituyan infracción, así como su destrucción; 
c) El comiso definitivo de los aparatos y medios empleados para el cometimiento de la infracción; 
d) El comiso definitivo de los aparatos y medios para almacenar las copias; 
e) La indemnización de daños y perjuicios; 
f) La reparación en cualquier otra forma, de los efectos generados por la violación del derecho; 
g) El valor total de las costas procesales.
Ahora bien, a pesar de la necesidad de requerir la autorización del autor o del titular de los derechos de autor para la explotación de la obra, existen las siguientes excepciones contempladas en nuestra Ley de Propiedad Intelectual.
Excepciones:
Art. 83. Siempre que respeten los usos honrados y no atenten a la normal explotación de la obra, ni causen perjuicios al titular de los derechos, son lícitos, exclusivamente, los siguientes actos, los cuales no requieren la autorización del titular de los derechos ni están sujetos a remuneración alguna:
•	La inclusión en una obra propia de fragmentos de otras ajenas de naturaleza escrita, sonora o audiovisual, así como la de obras aisladas de carácter plástico, fotográfico, figurativo o análogo, siempre que se trate de obras ya divulgadas y su inclusión se realice a título de cita o para su análisis, comentario o juicio crítico. Tal utilización solo podrá realizarse con fines docentes o de investigación, en la medida justificada por el fin de esa incorporación e indicando la fuente y el nombre del autor de la obra utilizada;
•	La ejecución de obras musicales en actos oficiales de las instituciones del Estado o ceremonias religiosas, de asistencia gratuita, siempre que los participantes en la comunicación no perciban una remuneración específica por su intervención en el acto;
•	La reproducción, distribución y comunicación pública de artículos y comentarios sobre sucesos de actualidad y de interés colectivo, difundidos por medios de comunicación social, siempre que se mencione la fuente y el nombre del autor, si el artículo original lo indica, y no se haya hecho constar en origen la reserva de derechos;
•	La difusión por la prensa o radiodifusión con fines informativos de conferencias, discursos y obras similares divulgadas en asambleas, reuniones públicas o debates públicos sobre asuntos de interés general;
•	La reproducción de las noticias del día o de hechos diversos que tengan el carácter de simples informaciones de prensa, publicados por esta o radiodifundidos, siempre que se indique su origen;
•	La reproducción, comunicación y distribución de las obras que se encuentren permanentemente en lugares públicos, mediante la fotografía, la pintura, el dibujo o cualquier otro procedimiento audiovisual, siempre que se indique el nombre del autor de la obra original y el lugar donde se encuentra; y, que tenga por objeto estrictamente la difusión del arte, la ciencia y la cultura;
•	La reproducción de un solo ejemplar de una obra que se encuentra en la colección permanente de bibliotecas o archivos, con el fin exclusivo de reemplazarlo en caso necesario, siempre que dicha obra no se encuentre en el comercio;
•	Las grabaciones efímeras que sean destruidas inmediatamente después de su radiodifusión;
•	La reproducción o comunicación de una obra divulgada para actuaciones judiciales o administrativas; 
•	La parodia de una obra divulgada, mientras no implique el riesgo de confusión con esta, ni ocasione daño a la obra o a la reputación del autor, o del artista intérprete o ejecutante, según el caso; y,
•	Las lecciones y conferencias dictadas en universidades, colegios, escuelas y centros de educación y capacitación en general, que podrán ser anotadas y recogidas por aquellos a quienes van dirigidas para su uso personal.

## Derechos Conexos
Son los derechos que tienen los artistas, intérpretes, ejecutantes y productores de fonogramas sobre una obra musical protegida por el Derecho de Autor.
También tienen Derechos Conexos los organismos de radiodifusión, quienes son titulares del derecho exclusivo de realizar, autorizar o prohibir:
1. 1. La retransmisión de sus emisiones por cualquier medio o procedimiento;
  2. La fijación y la reproducción de sus emisiones, incluso la de alguna imagen aislada, cuando ésta se haya hecho accesible al público por primera vez a través de la emisión de radiodifusión; y,
  3. La comunicación al público de sus emisiones cuando éstas se efectúen en lugares accesibles al público mediante el pago de un derecho de admisión.

## Infracciones al derecho de autor en Ecuador
Artículo principal: Infracción de copyright
En el año 2007, el entonces presidente del Instituto Ecuatoriano de Propiedad Intelectual (IEPI), Alfredo Corral, manifestó que Ecuador es uno de los países en Latinoamérica con los más altos índices de piratería, cuyos porcentajes respondían a las siguientes cifras: discos de música 95%; software 60%; y obras audiovisuales 99%. 
La infracción a los derechos de autor ha tenido graves repercusiones en el mundo artístico ecuatoriano. Un ejemplo de esto es el elevado costo de la producción de un CD de música nuevo. En el Ecuador, la producción de un CD es de USD  $20.000, por lo que la oportunidad de recuperar la inversión se torna muy complicada.
En el año 1995, la franquicia estadounidense “Blockbuster” llegó a tener 5 locales en Ecuador. El 29 de febrero de 2004, la compañía liquidó los productos en sus locales y abandonó el país, todo en virtud de que la “piratería” acabó con todos sus locales en el país (enlace roto disponible en Internet Archive; véase el historial, la primera versión y la última)., de acuerdo con lo manifestado por el gerente de la franquicia, Pablo Borja. En las calles de Quito se podía encontrar una película de DVD por un dólar estadounidense (1 USD), mientras que el alquiler de una película en VHS o DVD oscilaba entre tres con cincuenta a siete dólares americanos (3,5 a 7 USD) (enlace roto disponible en Internet Archive; véase el historial, la primera versión y la última)..
Las conductas típicas de violaciones al derecho de autor pueden dividirse en tres clases:
1. Lesiones al derecho moral
2. Lesiones a los derechos patrimoniales
3. Lesiones mixtas.

Especial mención a los derechos Morales y Patrimoniales.
El derecho de autor reconoce al creador un grupo de facultades de carácter personal y patrimonial que garantizan sus intereses patrimoniales y posibilitan una mejor explotación de la misma con vista a obtener beneficios económicos.
Derechos Patrimoniales. Permite al autor explotar de manera exclusiva su obra o de autorizar que otros lo hagan.
- Reproducción de la obra en forma material (edición, reproducción mecánica, fijación material por cualquier medio ya sea impreso, fonográfico, mecánico, gráfico audiovisual, electrónico, fotográfico)
- Comunicación pública de la obra en forma no material por medio de representación, ejecución pública, radiodifusión, exhibición cinematográfica, exposición, recitación, telecomunicación vía satélite, por cable, fibra óptica, etc.
  - Transformación de la obra mediante su traducción, adaptación, arreglo musical.
  - El derecho de distribución el autor autoriza la puesta a disposición del público de los ejemplares de su obra y la forma en que esta se realizará, en este caso: la venta, alquiler, arrendamiento. Derechos Morales. Es el derecho que la persona posee por el solo hecho de ser el autor de la obra ya que nace con la creación de la misma. Tienen carácter absoluto es inalienable, ya que no se pueden trasmitir por actos inter vivo, irrenunciables e imprescriptible.
  - Divulgar su obra o mantenerla en la esfera privada. En virtud de la misma el autor autoriza la puesta a disposición del público de su obra, así como el modo en que la hará de conocimiento público, sea anónima, bajo pseudónimo o con su nombre. De la misma se deriva el derecho al inédito y el derecho a no divulgar.
  - Reconocimiento a la paternidad de la obra. Facultad que implica que pueda exigir el reconocimiento de su calidad de autor cada vez que se comunique al público su obra.
  - Defensa a la integridad de la obra. El autor puede oponerse a cualquier modificación, variación o tergiversación hecha a su obra por terceros sin su consentimiento.
  - Retracto o arrepentimiento. El autor puede retirar de circulación los ejemplares de sus obras que se hayan puesto a disposición del público, debiendo indemnizar por daños y perjuicios a los terceros utilizadores de la misma.